# アエロフロート821便墜落事故
アエロフロート821便墜落事故（ロシア語：Рейс 821 Аэрофлот-Норд）とは、2008年9月にロシアで発生した航空事故である。
なお表題は日本で報道された「アエロフロート」としているが、実際の運航は子会社の「アエロフロート＝ノルド」（後にスマータヴィアへと社名変更）が行っていた。

## 運行路線
アエロフロート821便は、首都モスクワのシェレメーチエヴォ国際空港から沿ヴォルガ連邦管区ペルミ地方のペルミへ向かうロシア国内線として運航されていた。便名はアエロフロート(SU)名義だったが、実際の運航は子会社のアエロフロート＝ノルド(5N)だった。

## 使用機材
821便の使用機材はアメリカ合衆国製双発ジェット旅客機のボーイング737-500型機（機体記号:VP-BKO）だった。この機体はリース機であり、アイルランドに本社を置くPinewatchとの間で2008年7月～2013年3月のリース契約を結び引き渡されたばかりだった。なお、この機体（製造番号25792/2353）は1992年に製造され、中華人民共和国の廈門航空で機体記号B-2591として2008年まで運航されていた。その間中国南方航空に一時的にリースされていた時期もある。

## 運航乗務員
アエロフロート＝ノルドの当初説明では、運航乗務員は非常に経験豊富で社内でも最優秀に属する人材であり、飛行経験は機長が3,689時間、副操縦士は8,713時間だった。しかし後に、機長としての経験は実は452時間に過ぎず、副操縦士の737での飛行経験も219時間しかなかったことが明らかになった。452時間というのは民間航空の操縦士としては1年間の飛行時間にも満たず、その意味では初心者に属する。機長と副操縦士の飛行時間は殆どがそれぞれTu-134とAn-2によるもので、特にAn-2は旧式で有視界飛行しかできないので、737に機種転換する場合は計器飛行を初めとする諸技能を1から学び直す必要があった。州航空監察局のゲンナジー・クルツェンコフ局長によれば、運航乗務員が会社に提出した必要研修の修了証書は偽造されていた。

## 事故
2008年9月14日深夜、天気は雲底高度240メートル (790 ft)の曇天で小量の雨を伴なっていた。現地時間5:10AM（2008年9月13日23:10UTC）、821便はペルミ市南西郊外の線路上に墜落した:8。
事故当時、821便はペルミ国際空港の滑走路21に向けて着陸進入中だった。管制官の証言によると、同機の乗員は管制の指示に正しく従わず、旋回後西に向かうべきところを東に針路を採った。しかし乗員は何ら緊急事態は報告せず、指示には全て肯定応答していた。現地時間5:10AM、同機は高度1,100メートル (3,600 ft)で通信が途絶え、レーダーから消えた。
同機は墜落して完全に破壊され、炎上中の機体がペルミ市内で発見された。残骸は4km四方に散乱し、乗員6名乗客82名の全員が死亡した。
当初、同機は高度1,000メートル (3,300 ft)でエンジン火災を起こしたとの説があった。目撃談では同機は空中で燃えており降下角30-40°で墜落したという。ところが当時は雲底高度240mの曇天だったので、見えたとしても一瞬だった筈だと判り、結局この情報は調査当局に誤報と断定された（後述）。
最終調査報告書によれば「同機は最終旋回ののち、オートパイロットとオートスロットルを両方切って高度600メートル (2,000 ft)で着陸進入していたところ、1,300メートル (4,300 ft)まで上昇し、左に360°横転して墜落した」。

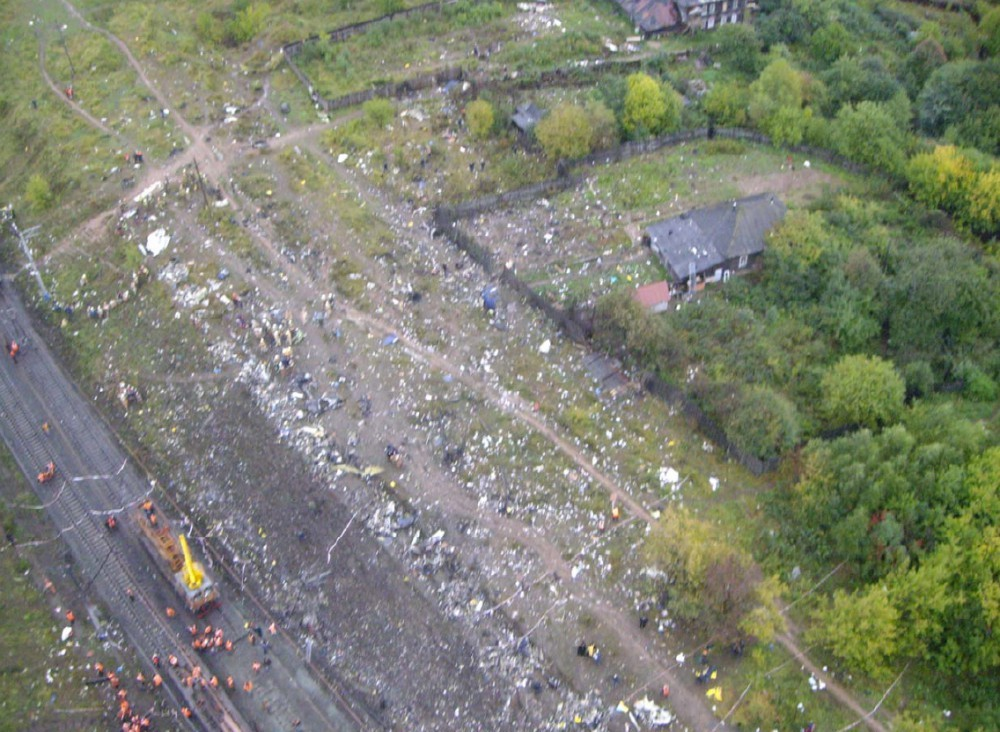
墜落現場

本事故はロシアの航空会社がアメリカ製旅客機で起こした初の死亡事故となった。この事故でシベリア鉄道の一部も被害を受けて9月14日夕刻まで通行止めとなり、その間チュソヴォイ駅を経由する迂回路線が設定された。

## 乗客
アエロフロート＝ノルドの公式発表によれば、搭乗者は子供7人を含む乗客82名と乗員6名であり、全員死亡した。犠牲者にはロシア人66名の他に外国人22名が含まれていた。
要人の中には、ウラジミール・パコージン（ロシア・サンボ連盟副会長、ロシアン・トップチーム代表、元ソ連国家スポーツ省事務次官）や、第1次チェチェン戦争における武装勢力掃討作戦でロシア統合軍集団を指揮したゲンナジー・トロシェフ連邦大統領顧問も乗客として搭乗しており、事故の犠牲になった。アエロフロートは「事故の補償義務を履行して遺族に各200万ルーブル（約300万円）を支払う」と表明した。
| 国籍             | 乗客 | 乗員 | 計 |
| ---------------- | ---- | ---- | -- |
| ロシア           | 60   | 6    | 66 |
| アゼルバイジャン | 9    | 0    | 9  |
| ウクライナ       | 5    | 0    | 5  |
| ベラルーシ       | 1    | 0    | 1  |
| フランス         | 1    | 0    | 1  |
| スイス           | 1    | 0    | 1  |
| ラトビア         | 1    | 0    | 1  |
| ドイツ           | 1    | 0    | 1  |
| トルコ           | 1    | 0    | 1  |
| イタリア         | 1    | 0    | 1  |
| 中華人民共和国   | 1    | 0    | 1  |
| 合計             | 82   | 6    | 88 |

## 交信内容
管制塔と821便の間で交わされた交信内容が公開されている。最終調査報告書によれば、操縦士は事故当時酩酊しており、これは録音からも聞き取れるという。
当直だった管制官によれば、事故機の最終進入はローカライザから右に離れ過ぎていたので、針路を修整するよう指示した。更に着陸のため降下すべきところを、同機は何故か上昇に転じた。
管制官は821便に対して高度を確認するよう要求した。「こちらのデータでは上昇しているように見える。現在高度900メートル (3,000 ft)、確認せよ」。821便はその段階では本来高度600メートル (2,000 ft)から更に300メートル (980 ft)降下すべきだった。操縦士は「了解、降下する」と返答してから1,200メートル (3,900 ft)まで上昇し、降下経路（グライドパス）を捕捉不能になった。管制官は同機に右旋回して着陸復行するよう指示した。操縦士は肯定応答したが従わず、逆に左旋回して進入続行許可を求めた。管制官は一体大丈夫なのかと尋ねたが、同機は大丈夫だと答えた。
管制官は着陸復行するよう改めて指示して別の管制周波数に切り替えるよう伝えた。ところが操縦士は切替先の管制官に通信せず急速に降下を始めた。高度約600メートル (2,000 ft)となったところで悲鳴と「ああ!」という叫び声が聞こえ、管制官は600を維持しろと叫んだが、直後に爆発の閃光を見た。

## 事故原因

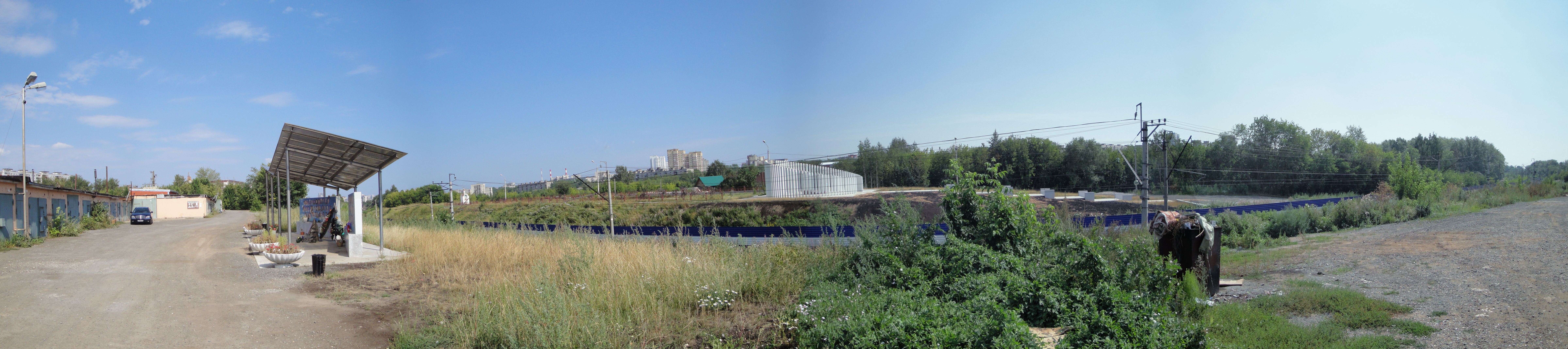
墜落現場と追悼碑の眺望

ロシアの国家間航空委員会が事故調査委を設置して調査を主導し、米国からも国家運輸安全委員会(NTSB)と連邦航空局(FAA)およびボーイング社が協力した。機体はバミューダ諸島で登記されていたので、協定に基づきイギリスからも航空事故調査局(AAIB)の上級調査官2名が参加し、バミューダの民間航空省職員に協力した。また、エンジンはフランス製だったので、フランス航空事故調査局(BEA)も調査に参加した。
ブラックボックスは2つとも無事回収され、そのデータから事故機のエンジンに火災はなく、地表に衝突するまで正常に稼動していたことが判明した。
2009年5月29日、最終報告書が公表され、以下の事故原因が挙げられた。
- 事故の直接原因は、着陸段階で運航乗務員特に機長が空間識失調に陥ったことである。機体は左にバンクし引っくり返って急降下した。空間識失調は夜間に雲中でオートパイロットとオートスロットルを解除して飛んでいる最中に生じた。
- 根本原因はクルー・リソース・マネジメント (CRM) の貧弱さにある。着陸数分前から、機長のイライラしている声がCVRに記録されていることなどから、クルー同士のチームワークに問題があったことが判明している。
- パイロットたちは以前Tu-134やAn-2に乗務していたが、それらの姿勢指示器(ADI)が計器上で機体を表す印が動いてバンク角を示したのに対し、737のADIは背景の地平線が動いて姿勢を示す方式だった。つまり、アエロフロート＝ノルドによる、西側製ADIの扱いに関する訓練が不十分だった。
- 機長・副操縦士共に、737の操縦には未熟だった上、副操縦士は、両エンジンの推力が不均等な737の操縦が特に不得意だったことが訓練教官からの証言で明らかになっている。そのため、このようなパイロットの組み合わせは、本来ならばあってはいけないものだった。つまり、アエロフロート＝ノルドによる737の管理と運用が不適切だった。
- 事故機はスロットルの不具合を長らく放置されていた。このため操縦士は左右エンジンのスロットルを別々に操作しなければならず、操縦上の負担となっていた。
- 検死解剖にて機長の体組織から分量不明のアルコールが検出された[24]。なお、821便が離陸する前、乗客のうち1人が英国の知人宛にSMSでメッセージを送り、機内アナウンスの機長の声が完全に酔っているように聞こえて怖いと述べていた。そのため乗客たちが不安がり、客室乗務員が宥めて回ったという[14]。

欧米諸国と旧ソ連のADIの表示方式の違い（欧米式は地平線を表す線が動き、ソ連式は機体を表す印が動く）による墜落事故は何件か起きている。スイスのチューリッヒで起きたクロスエア498便墜落事故も同様の原因だった。

## その他
- 事故発生直後、ロシア検察庁のアレクサンダー・バストリキン（英語版）捜査委員長が事故原因を右側のエンジンの技術欠陥が原因とみられると発言していたが、実際には先述の通り事故調査の結果機長の空間識失調が原因との結論が出ている[16]。

## 映像化
- メーデー!:航空機事故の真実と真相 第17シーズン第8話「Lethal Limits」